# 热利亚博夫农村居民点
热利亚博夫农村居民点（俄语：Сельское поселение Желябовское）是俄罗斯联邦沃洛格达州乌斯秋日纳区所属的一个农村居民点。其下辖有33个居民点，行政中心为热利亚博夫。据2015年统计，该农村居民点的人口为1050人。